# Epureni (Vaslui)
Epureni è un comune della Romania di 3 216 abitanti, ubicato nel distretto di Vaslui, nella regione storica della Moldavia. 
Il comune è formato dall'unione di 4 villaggi: Bîrlălești, Bursuci, Epureni, Horga.